# John Slattery
John M. Slattery Jr. (Boston; 13 de agosto de 1962) es un actor y director de cine estadounidense. Ha actuado en más de treinta películas y en series de televisión como Mujeres Desesperadas y Law & Order. 
Su actuación más destacada es en la serie Mad Men, en la que interpreta a Roger Sterling, uno de los personajes principales. Este papel le dio 4 nominaciones al premio Emmy a Mejor Actor de Reparto en una serie de TV, y recibir junto con los demás actores de la serie el Premio del Sindicato de Actores de Cine al Mejor Reparto de serie de TV de 2009 y 2010.
John Slattery dirigió su primer largometraje, God's Pocket, en 2013, y escribió el guion junto a Alex Metcalf. La película se basa en una novela de Pete Dexter y se estrenó en enero de 2014 en el Festival de Cine de Sundance. El reparto incluye a John Turturro, Richard Jenkins, Christina Hendricks y Philip Seymour Hoffman en el papel protagonista, en uno de sus últimos trabajos.

## Vida personal
John Slattery está casado con la actriz Talia Balsam desde 1998, con quien tiene un hijo.

## Filmografía
| Año  | Película                   | Papel                   | Notas        |
| ---- | -------------------------- | ----------------------- | ------------ |
| 2024 | Unfrosted                  | Hombre del comercial #1 |              |
| 2022 | Confess, Fletch            | Frank Jaffe             |              |
| 2019 | Avengers: Endgame          | Howard Stark            |              |
| 2017 | Churchill                  | Dwight Eisenhower       |              |
| 2016 | Captain America: Civil War | Howard Stark            |              |
| 2015 | Spotlight                  | Ben Bradlee Jr.         |              |
| 2015 | Ant-Man                    | Howard Stark            |              |
| 2015 | Ted 2                      | Shep Wild               |              |
| 2013 | Bluebird                   | Richard                 |              |
| 2012 | Mea maxima culpa           | Arthur                  | Voz          |
| 2012 | In our nature              | Gil                     |              |
| 2011 | The adjustment bureau      | Richardson              |              |
| 2011 | Return                     | Bud                     |              |
| 2010 | Iron Man 2                 | Howard Stark            |              |
| 2010 | Charlie Wison's War        | Cravely                 |              |
| 2007 | Reservation Road           | Steve Cutter            |              |
| 2007 | Superdog                   | Mayor                   |              |
| 2006 | The situation              | Coronel Carrick         |              |
| 2006 | Flags of our fathers       | Bud Gerber              |              |
| 2004 | Dirty Dancing 2            | Bert Miller             |              |
| 2004 | Noise                      | Detective Rutherford    |              |
| 2003 | Mona Lisa Smile            | Paul Moore              |              |
| 2003 | The station agent          | David                   |              |
| 2002 | 9 days                     | Roland Yates            |              |
| 2001 | Sam the Man                | Maxwell Slade           |              |
| 2000 | The ride home              | Max, Josh               | Cortometraje |
| 2000 | Traffic                    | ADA Dan Collier         |              |
| 1999 | The naked man              | Burns                   |              |
| 1998 | Where's Marlowe?           | Kevin Murphy            |              |
| 1998 | Harvest                    | Sheriff Bill Johnson    |              |
| 1997 | My brother's war           | Devlin                  |              |
| 1997 | Red Meat                   | Stefan                  |              |
| 1996 | Sleepers                   | Carlson                 |              |
| 1996 | Eraser                     | Corman                  |              |
| 1996 | City Hall                  | Det. George, Intel      |              |

| Año       | Película        | Notas       |
| --------- | --------------- | ----------- |
| 2023      | Maggie Moore(s) |             |
| 2016-2017 | Love            | 3 episodios |
| 2014      | God's Pocket    |             |
| 2010-2013 | Mad Men         | 5 episodios |

| Año       | Serie                                      | Rol                               | Notas            |
| --------- | ------------------------------------------ | --------------------------------- | ---------------- |
| 2023      | What we do in the shadows                  | John Slattery                     | 1 episodio       |
| 2022      | The Good Fight                             | Lyle Bettencourt                  | 10 episodios     |
| 2021      | Santa Inc                                  | Larson                            | voz, 3 episodios |
|           | Girls5eva                                  | John Slattery                     | 1 episodio       |
| 2020      | Next                                       | Paul LeBlanc                      | 10 episodios     |
|           | Mrs. America                               | Fred Schlafly                     | 9 episodios      |
| 2019      | Modern Love                                | Dennis                            | 2 episodios      |
| 2018      | The Romanovs                               | Daniel Reese                      | 2 episodios      |
| 2017      | The real Mad Men of advertising            | Narrador                          | 4 episodios      |
| 2016      | Veep                                       | Charlie Baird                     | 6 episodios      |
| 2015      | Documentary Now!                           | William H. Sebastian              | 1 episodio       |
| 2015      | Wet Hot American Summer: First Day of Camp | Claude Dumet                      | 6 episodios      |
| 2007-2015 | Mad Men                                    | Roger Sterling                    | 89 episodios     |
| 2013      | Arrested Development                       | Doctor Norman                     | 2 episodios      |
| 2011-2012 | The Cleveland Show                         | Mayor Box                         | voz, 4 episodios |
| 2011      | The Simpsons                               | Robert Marlowe                    | 1 episodio       |
| 2010      | Rockefeller Plaza                          | Steven Austin                     | 1 episodio       |
| 2007      | Desperate Housewives                       | Victor Lang                       | 14 episodios     |
| 2004-2005 | Jack & Bobby                               | Peter Benedict                    | 21 episodios     |
| 2003      | K Street                                   | Tommy Flannegan                   | 10 episodios     |
| 2001-2002 | Ed                                         | Dennis Martino                    | 17 episodios     |
| 2000      | Sex & the City                             | Bill Kelley                       | 2 episodios      |
| 1998-2000 | Law & Order                                | Dr. Richard Shipman, Arlen Levitt | 2 episodios      |
| 1999-2000 | Judging Amy                                | Michael Cassidy                   | 3 episodios      |
| 1998-1999 | Maggie                                     | Dr. Richard Meyers                | 17 episodios     |
| 1999      | Will & Grace                               | Sam Truman                        | 2 episodios      |
| 1998      | Becker                                     | Peter                             | 1 episodio       |
| 1994-2000 | Party of Five                              | Jay Mott                          | 2 episodios      |
| 1998      | From the Earth to the Moon                 | Walter Mondale                    | 1 episodio       |
| 1997      | Feds                                       | Michael Mancini                   | 1 episodio       |
| 1991-1997 | Homefront                                  | Al Kahn                           | 38 episodios     |
| 1995      | Ned and Stacey                             | Sam                               | 1 episodio       |
| 1991      | Under Cover                                | Graham Parker                     | 13 episodios     |
| 1991      | China Beach                                | Dr. Bob                           | 1 episodio       |
| 1990      | The Young Riders                           | Henry Muncy                       | 1 episodio       |
| 1989      | Father Dowling Mysteries                   | Doug                              | 1 episodio       |
| 1989      | Tattingers                                 | Charles Shand                     | 1 episodio       |
| 1988      | The Dirty Dozen                            | Leeds                             | 11 episodios     |